# Stanisław Hempel (dyplomata)

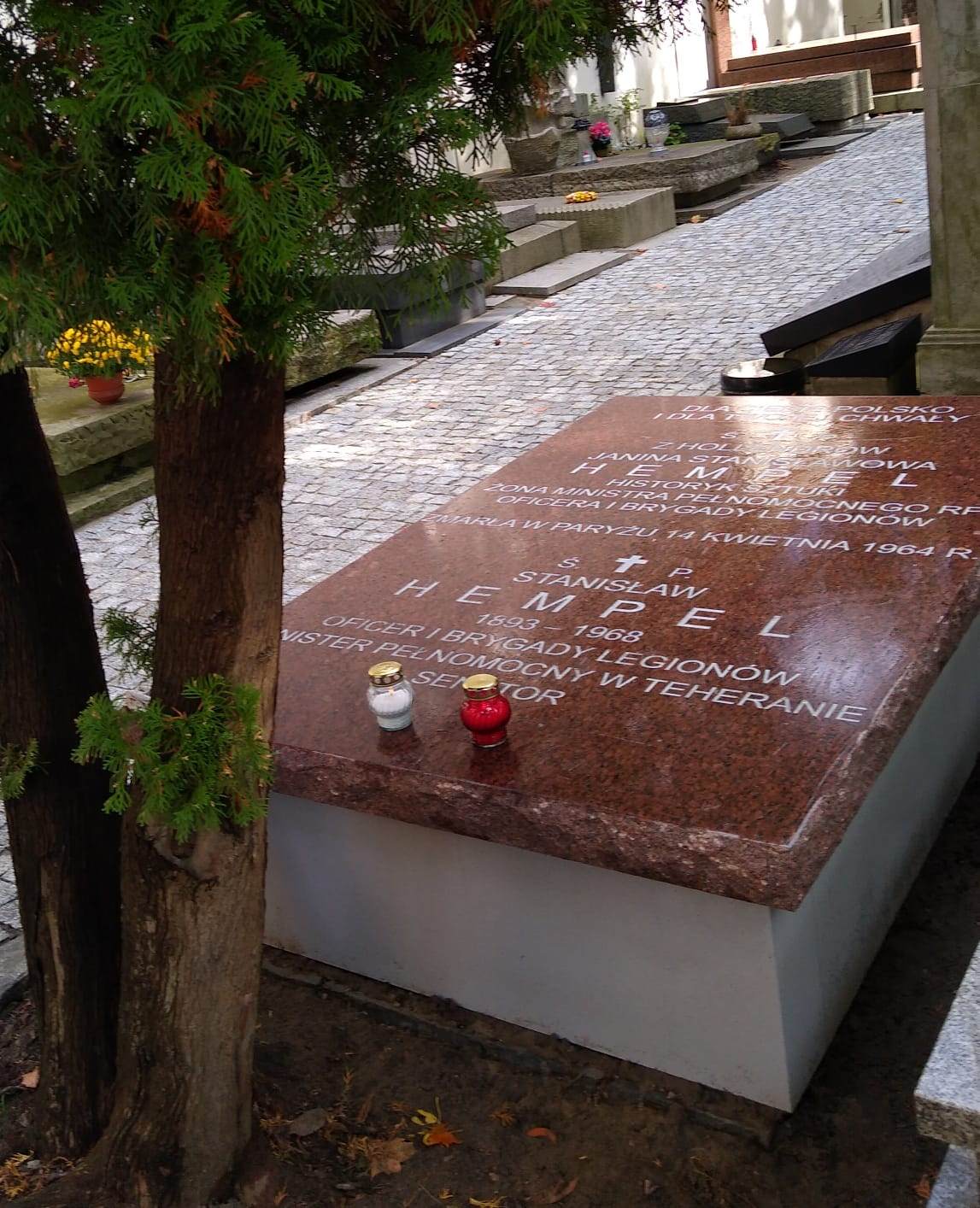
Grób Stanisława Hempla na cmentarzu Powązkowskim

Stanisław Władysław Hempel ps. „Waligóra” (ur. 9 marca 1891 we Lwowie, zm. 25 stycznia 1968 w Warszawie) – polski żołnierz, polityk i dyplomata, członek loży wolnomularskiej w Warszawie w czasach II Rzeczypospolitej.

## Życiorys
Urodził się w rodzinie Joachima, senator RP i Anna z Bądzyńskich. Był bratem Zygmunta Joachima (1894–1944), kapitana WP, od 1939 szefa Biura Informacji i Propagandy Komendy Okręgu Warszawa Miasto SZP – ZWZ, poległego w powstaniu warszawskim, Kazimierza (1896–1941), burmistrza Chęcin, zamordowanego w KL Auschwitz i Janiny Osieckiej.
Studiował we Lwowie. Od 1909 r. należał do PET-u i Polskich Drużyn Strzeleckich, był członkiem „Zarzewia”.
W okresie I wojny światowej walczył w I Brygadzie Legionów, krótko adiutant Józefa Piłsudskiego. Następnie członek Komendy Naczelnej Polskiej Organizacji Wojskowej (POW), sekretarz Komisji Wojskowej Tymczasowej Rady Stanu. Aresztowany przez Niemców po kryzysie przysięgowym 13 lipca 1917, był więziony w Havelbergu.
Uwolniony w 1918, zaraz po odzyskaniu niepodległości, został wysłany z misją do Francji. Od stycznia 1919 dyrektor Biura Prasowego Delegacji Polskiej na konferencję pokojową w Paryżu. 24 maja 1919 wstąpił do służby dyplomatycznej II Rzeczypospolitej. Od maja 1919 sekretarz legacyjny poselstwa RP w Bukareszcie, od kwietnia 1921 radca legacyjny w Departamencie Politycznym MSZ w Warszawie, od maja do lipca 1923 przebywał z misją specjalną w Konstantynopolu.
Do 18 lipca 1924 pracował w Departamencie Politycznym i Departamencie Ekonomicznym MSZ. Następnie przez pięć miesięcy pełnił obowiązki Chargé d’affaires w Pradze, po czym objął kierownictwo placówki polskiej w Teheranie, również jako chargé d’affaires.
11 października 1928 mianowany posłem nadzwyczajnym i ministrem pełnomocnym w Iranie i posłem RP w Iraku. Obie te funkcje piastował do 1 grudnia 1938.
Senator RP w latach 1938–1939 z województwa łódzkiego, zasiadał w Kole Obozu Zjednoczenia Narodowego (OZN). Po agresji III Rzeszy i ZSRR we wrześniu 1939 na uchodźstwie we Francji, gdzie po jej kapitulacji działał w ruchu oporu. W latach 1943–1944 więziony przez Gestapo. We Francji pozostał po wojnie, do Polski powrócił w 1966.
Miejscem spoczynku jest cmentarz Powązkowski (kwatera 164, rząd 6, miejsce 1).
Stanisław był żonaty z Janiną z domu Hollender, historykiem sztuki.

## Ordery i odznaczenia
- Krzyż Niepodległości – 12 marca 1931 „za pracę w dziele odzyskania niepodległości”[4][1]
- Krzyż Oficerski Orderu Odrodzenia Polski (1928)
- Krzyż Kawalerski Orderu Odrodzenia Polski (1925)
- Krzyż Walecznych (dwukrotnie)
- Medal Dziesięciolecia Odzyskanej Niepodległości
- Wielki Oficer Orderu Świętego Sawy (Jugosławia)
- Krzyż Komandorski Orderu Korony Rumunii
- Wielka Wstęga Orderu Pahlawiego (Iran)
- Wielka Wstęga Orderu Portretu Władcy (Iran)